# Asuriní do Xingú
Asuriní do Xingu (Awaeté, Awaté, Asuriní do Xingú, Asuriní do Coatinema), pleme američkih indijanaca Velike porodice Tupian, porodice Tupi-Guarani, skupine Kayabi-Arawete, naseljeno u brazilskoj državi Pará, u najmanje jednom selu na rijeci Rio Piçava pritoke Xingua, blizu grada Altamira na rezervatu Terra Indígena Koatinemo.  Ne smiju se pobrkati s plemenom Asuriní do Tocantins iz grupe Tenetehara, poznatih i kao Akuáwa ili Akwawa, od kojih se razlikuju i po jeziku i u povijesti.

## Ime
Ime Asurini domorodački je naziv, kod Yuruna Indijanaca glasi Asonéri, a Curt Nimuendajú to prevodi kao 'crven' ("vermelho"; 1963c: 225). Ostale varijante ovog imena su Asurinikin i Surini. Isti autor navodi da ih Kayapo nativaju Kub(?)-Kamrég-ti,, u čemu  (Kub(?) znači "índio" = "Indijanac"; Kamrég-ti, "vermelho" = "crven"; a "ti", je augmentativ). Indijanci Xikrin do Bacajá, jedna od podgrupa Kayapoa, nazivaju ih Krã-akâro, odnosno  'cabeça com corte de cabelo arredondado' , ili   'cabeça redonda' , što su ga dobili po načinu rezanja kose. Kod Xipaya Indijanaca za njih je postojao naziv Adgí Kaporuri-ri (adji, "selvagem" =divlji, Kaporurí, "vermelho" =crven, ri, "muito" =veoma), a nešto slično nalazimo i u Kuruaya nazivu Nupánunupag, što je nastalo od Nupánu, "índio"; pag "vermelho"). Česta upotreba riječi 'crveni Indijanac', dolazi po njihovom običaju bojadisanja tijela crvenom bojom, odnosno sjemenkama urucua.
Sami sebe Asurini nazivaju pak imenom Awaeté, što označava "gente de verdade" ili  'pravi ljudi'  (Awa= gente, ili ljudi, eté = sufiks koja označava da je nešto "verdadeiro" ili  "muito", to jest 'pravo' ili 'veoma').

## Populacija
Antropologinja Berta Ribeiro (1982) navodi da ih je oko 1930.-te bilo nekih 150. Od tada pa do godine koje su kontaktirani (1971) mnogi su pobijeni u konfliktima s Kayapó ili Araweté Indijancima, a mnoge žene i djeca odvedeni su u zarobljeništvo.
Sljedeće kontakte imaju s raznim ekspedicijama koje sa sobom donose nove bolesti, na koje oni nisu imuni. Godine 1982. bilo ih je oko 100; 52 (1982.); 66 (1992.); 72 (1994.). U najnovije vrijeme oni broje 33 žene, 18 muškaraca i 55 mlađih osoba i djece, odnosno 106.

## Etnografija
Život i običaji
Današnje nastambe Asurina nalikuju onim kakve postoje kod regionalne populacije; drvene su strukture, sa zidovima od blata i slamnatim krovom. Najveća struktura je aketé ili tavywa, koja služi kao kolektivna nastamba lokalne grupe.
Uz lov, ribolov i sakupljanje, obrada tla ili zemljoradnja temelj je ekonomskog opstanka zajednice. Kulture su tipične za tropsku šumu, a glavna je manioka, koja se tradicionalno priprema i konzumira na tri načina poznata kao ui´eté, maniakapyaka i maniakui, a od nje se priprema i kruh-beiju. Uzgajaju se uz nju i kukuruz, yams, slatki krumpir, duhan, pamuk, uruku ili Bixa orellana, kikiriki, grah, lubenice i banane.
Sakupljanje je i muška i ženska aktivnost, a najznačajnije su voće palme babassu (Babaçu)ili Orbignya speciosa, od čijeg lišća zapadno-brazilski Boróro Indijanci proizvode bá-navlake, nadalje voće palme inajá, (vidi[neaktivna poveznica]) i kornjače, čiji oklop Indijancima služi umjesto zdjela. 
Lov je naravno muški posao, a glavne lovine su divlja svinja ta(*z)aho, cotia (akut(*s)i), mutum (mytum), jacu (d(*z) aku), inhambu (inabo) i caetetu.
U ribolov se ide kolektivno, ljeti, po potocima i jezerima, a služe se otrovom timbó koji se baca u vodu, a kad ispliva ubija strijelama i sakuplja u košare. Ostali oblici ribolova manje su značajni, pa se neki od njih služe suvremenim sredstvima, kao što su povraz i udica.
Materijalna kultura
Materijalna kultura Asurina uključuje sljedeće: keramiku (lončariju), tkanje, košaraške proizvode, oružje, tjelesne ornamente, drvene klupe, i glazbene instrumente (flaute). 
Keramika i tkanje (hamaci ili viseče mreže za spavanje, razne trake i povezi, izrađeni od pamuka) ženski su posao). Keramički proizvodi služe ko posude za prijenos stvari kod transporta, čuvaje vode, posluživanje jela i pripremu hrane iznad vatre. Keramika je dekorirana geometrijskim dizajnima. 
Osim keramike geometrijskim dizajnima dekoriraju se i tikve i lukovi. Iz repertoara motiva i obrazaca dizajna korištenih u dekoraciji proizvoda materijalne kulture, postoje i oni što se koriste u ukrašavanju tijela, kako u tetoviranju, tako i u bojanju genipapom. Ovi dizajni su stilizirani elementi iz prirode, kao i prikaz nadnaravnih bića, kakvo je Anhynga kwasiat (mitsko biće koje je Asurinima podarilo dizajn) i Taingawa, lutka u šamanskim ritualima, a replika je ljudskog biča .
Geometrijski dizajni
Geometrijski dizajni korišteni u dekoraciji tijela, keramike, tikava, etc. u Asurini-materijalnoj kulturi sadržava sisteme grafičke umjetnosti... ovi dizajni su stilizirani elementi prirode. Prvi motiv (Anhynga kwasiat), kod muškaraca, koristi se u dekoraciji ceremonijalnih lukova i ukrašavanju tijela. Ima različitih stiliziranih elemenata iz prirode kao isprepletene lijane u šumi, grah feijão grande, kornjačina noga {dzawotsipa(p)era}, majmunov rep (kaiwarinhyna), pčelinja saća (ehiraimbawa) i ocipitlni dio obojenog jaguara {d(z)awara(z)orywa},
Šamanizam
Pajelança, šamanizam, kakav imaju Asurini, poznaje dva tipa rituala, to je Mbaraká ili maraká (pjesma i ples), a maraká čegrtaljka među Tupi plemenima, napravljena je od tikava punjenih kamenčićima ili sjemenkama, s kojom šaman zvecka za vrijeme obreda. Petymwo, drugi je tip šamanizma u kojemu šaman dolazi u kontakt s duhovima, liječi bolesnike.

## Populacija
Svoju populaciju Asurini gube nakon kontakta 1971; preostalo ih je 64 (1994).

## Vanjske poveznice
- The Asurini indians  Arhivirana inačica izvorne stranice od 1. siječnja 2009. (Wayback Machine)